# Rossö
Rossö är en ö och tätort i Tjärnö socken i Strömstads kommun i Bohuslän som är belägen cirka 10 km söder om Strömstad fågelvägen, med en broförbindelse till fastlandet 15 km söder om Strömstad. Ön har ett par hundra invånare, grundskola med årskurs 1-6, förskola, campingplats och lanthandel. På sommaren är aktiviteten störst, då de många sommarhusen och campingen befolkas. 
Halvön Kackholmen (även Kockholmen), belägen på västra Rossö, är en del av Kosterhavets nationalpark, och delar av västra Rossö är dessutom naturreservat. Området bjuder på vackra naturupplevelser och från Kockholmens högre delar har man utsikt över Kosterskärgården. Halvön är geologiskt intressant, här finns klapperstensfält och en åtta meter bred rombporfyrgång. I området finns också flera sand- och klippstränder och en varierande och sällsynt flora.
Entrén till nationalparken Kosterhavet finns i hamnmagasinet i Rossö hamn. Här kan man se en utställning om nationalparken och om Rossös historia som ett av landets viktigaste hummerfiskecentrum. Här finns också ett café & restaurang med fullständiga rättigheter (vin, öl och sprit).Öppet dagligen under sommaren och under resten av året är det helgöppet. På bryggan finns det möjlighet för båtar att lägga till. 

## Administrativ historik
För en del av bebyggelsen på ön avgränsade SCB före 2010 en småort benämnd Sandbackarna som 2015 utökades. 2018 klassades området som en tätort med namnet Rossö.

## Befolkningsutveckling
| Befolkningsutvecklingen i Sandbackarna/Rossö 1990–2020 | Befolkningsutvecklingen i Sandbackarna/Rossö 1990–2020 | Befolkningsutvecklingen i Sandbackarna/Rossö 1990–2020 | Befolkningsutvecklingen i Sandbackarna/Rossö 1990–2020 | Befolkningsutvecklingen i Sandbackarna/Rossö 1990–2020 |
| ------------------------------------------------------ | ------------------------------------------------------ | ------------------------------------------------------ | ------------------------------------------------------ | ------------------------------------------------------ |
|                                                        |                                                        |                                                        |                                                        |                                                        |
| År                                                     |                                                        |                                                        | Folkmängd                                              | Areal (ha)                                             |
| 1990                                                   | 1990                                                   |                                                        | 112                                                    | 16#                                                    |
| 1995                                                   | 1995                                                   |                                                        | 117                                                    | 21#                                                    |
| 2000                                                   | 2000                                                   |                                                        | 108                                                    | 22#                                                    |
| 2005                                                   | 2005                                                   |                                                        | 98                                                     | 22#                                                    |
| 2010                                                   | 2010                                                   |                                                        | 102                                                    | 23#                                                    |
| 2015                                                   | 2015                                                   |                                                        | 195                                                    | 154#                                                   |
| 2020                                                   | 2020                                                   |                                                        | 205                                                    | 151                                                    |
| Anm.: # Som småort.                                    |                                                        |                                                        |                                                        |                                                        |